# Station Lleida Pirineus
Lleida Pirineus is een spoorwegstation in de Spaanse stad Lleida dat op 30 mei 1860 is geopend.

## Geschiedenis
Lleida werd op 30 mei 1860 aangesloten op het spoorwegnet dor de opening van het deeltraject  Lleida-Manresa waarmee de spoorverbinding met Barcelona compleet was. Het jaar erop  werd de lijn in westelijke richting verlengd naar Montsó en Zaragoza. In 1865 werd een nieuwe spoorlijn vanuit Tarragona en Reus op het station aangesloten. Het was een periode van herstel, na de epidemieën en oorlogen.
In 1924 werd de lijn tussen Lleida en Balaguer geopend als eerste deel van een van de beoogde spoorverbindingen met Frankrijk, de centrale Transpyreneeënlijn. Het huidige stationsgebouw werd in 1926 in Franse stijl opgetrokken, maar de verbinding met Frankrijk kwam er niet. Nadat de lijn in 1951 was doorgetrokken naar Tremp en La Pobla de Segur werd de verdere aanleg in 1960 gestaakt ten gunste van de lijnen via Canfranc en Puigcerdá.
In 2003 werd het station aangesloten op het hogesnelheidsnet wat aanleiding was voor een verbouwing van het station en de wijziging van de naam in Lleida Pirineus. Een van de aanpassingen was de bouw van een grote stalen en glazen overkapping van de perrons als bescherming tegen slecht weer. De bouw van deze overkapping was controversieel, omdat sommige bewoners en technici vonden dat de grote afmetingen ervan uit de stijl vielen van het klassieke uiterlijk van het stationsgebouw. De spoorlijn ten westen van het station werd tussen Les Corts Catalanes en Dels Comtes d'Urgell in een tunnel gelegd met daarop een park van ongeveer 16.100 vierkante meter. 

## Ligging en inrichting
Het station ligt in het noorden van de stad, aan de Plaza Ramón Berenguer. Bouwkundig zijn er twee duidelijk verschillende delen; Het monumentale stationsgebouw uit 1926 en de overkapping uit 2003.
Het stationsdeel uit 1926 staat op de plaatselijke monumentenlijst. Het bestaat uit meerdere gebouwen met een monumentale uitstraling. Het hoofdgebouw bestaat uit een middendeel van twee verdiepingen dat geflankeerd wordt door twee hogere “torens”van drie verdiepingen. Het heeft een rechthoekige plattegrond met een totale lengte van ongeveer 68 meter en een hoogte van 19 meter. De voorgevel  is in neoclassicistische stijl en heeft boogvensters op de begane grond, de stationshal in het midden is een ruimte met dubbele hoogte. Aan de oostkant van het hoofdgebouw staat de stationsrestauratie met een zadeldak. Het oostelijke deel hiervan is sinds 2003 van het plein gescheiden door nieuwbouw bij de kopsporen voor de Avant diensten van/naar Tarragona. Deze sporen zijn uitgevoerd als normaalspoor (1435 mm), net als de drie doorgaande sporen aan de  stadszijde. De andere drie doorgaande sporen met perrons hebben de Iberische spoorwijdte van 1688 mm. Het perron van spoor 1 ligt langs het stationsgebouw de andere sporen liggen langs drie eilandperrons die via een reizigerstunnel met trappen en liften bereikbaar zijn. De vier opstelsporen aan de noordkant hebben de Iberische spoorwijdte. 
Hoewel de hogesnelheidstreinen het station aandoen loopt de hogesnelheidslijn zelf langs de zuidkant van de stad. De hogesnelheidsdiensten bereiken het station via enkelsporige verbindingssporen aan beide kanten van het station. Aan de westkant is dit gerealiseerd door een spoor van de dubbelsporige lijn om te sporen naar normaalspoor terwijl aan de oostkant een derde spoor naast de twee met Iberisch spoor is gebouwd. 

## Treindiensten
Het station wordt gebruikt door lokale, regionale en langeafstandstreinen. Het is het enige station in de regio Terres de Ponent waar zowel langeafstandstreinen stoppen als alle lokale en regionale lijnen samenkomen. Daarnaast zijn er twee exploitanten: RENFE en FGC.
De lokale diensten zijn lijn RL1 en RL2 op de lijn Lleida - La Pobla de Segur, de lijnen RL3 en RL4 en de regionale lijnen van Catalonië R13 en R14 beginnen of eindigen in Lleida. Er zijn ook verbindingen naar Aragon met de R43 en de middellangeafstandstreinen van de Avant Barcelona – Lleida.